# Joachim Bäldi

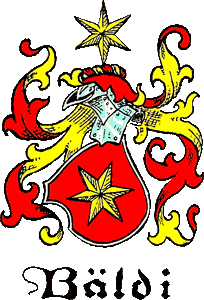
Familienwappen

Joachim Bäldi (* vor 1527; † 2. Oktober 1571 in Glarus; heimatberechtigt ebenda) war ein Glarner Hauptmann, Landschreiber, Landvogt, Landammann, Tagsatzungsgesandter und Förderer der evangelischen Bewegung in Locarno und Glarus.

## Leben und Wirken
Über Bäldis Geburt, Kindheit und Jugendzeit ist nichts überliefert, erste Belege tauchen erst ab 1527 auf. Er war Hauptmann in französischen Diensten, dann Wirt und ab 1539 Glarner Landschreiber. 1542 bis 1544 war er Landvogt in Locarno, wo er die dortige evangelische Bewegung unter Giovanni Beccaria förderte. 
1548 bis 1553 war Bäldi Landammann von Glarus und ebenso Tagsatzungsgesandter 1546 bis 1555. Das Kärpfgebiet wurde 1548 auf seinen Antrag hin zur Bannzone erklärt und gehört heute zu einem der ältesten Wildschutzgebiete. Während der konfessionellen Spannungen (Glarnerhandel 1555–1564) setzte er sich als Gegenspieler des katholischen Aegidius Tschudis für die fünf reformierten Orte ein. Mit Paulus Schuler gehörte er zu den führenden reformierten Persönlichkeiten des Landes. 

## Privates
Bäldi war in erster Ehe mit Elsbeth Göldli, der Tochter des Zürcher Ratsherr Georg Göldi, verheiratet. Eine zweite Ehe schloss er mit Rosa Wellenberg, der Tochter des Konstanzer Bürgermeisters Hans Wellenberg.